# FC Pirin Goze Deltschew
Der PFC Pirin Goze Deltschew (bulgarisch Професионален футболен клуб Пирин, dt. Professioneller Sport-Fußballclub Pirin) ist ein bulgarischer Fußballverein aus Goze Deltschew. Der Verein spielte von 2012 bis 2014 in der obersten Liga des Landes, der A Grupa. Die Vereinsfarben sind grün und weiß.
Der Name des Vereins leitet sich vom Pirin-Gebirge ab.

## Erfolge
- Meister der B Grupa West 2011/12